# Belleville, belle et rebelle
Belleville, belle et rebelle ist ein französisch-deutscher Dokumentarfilm in Schwarz-weiß. Der Film von Daniela Abke zeigt das Leben im Pariser Einwandererviertel Belleville anhand von sechs Bewohnern. Belleville, belle et rebelle startet am 13. Oktober 2022 in den deutschen Kinos.

## Handlung
Belleville, belle et rebelle porträtiert sechs außergewöhnliche Bewohner von Belleville, dem Pariser Einwandererviertel par excellence. Die Stammgäste des Le Vieux Belleville – charmant und eigenwillig – tragen den Film ähnlich wie im französischen film choral: Joseph, Cafébesitzer und Chronist; Minelle, Sängerin und Akkordeonistin mit ansteckender Energie; Robert Bober, Regieassistent von Truffaut, Schriftsteller, Fotograf und Filmemacher. Riton la Manivelle, Bariton und Drehorgelspieler; Steven, schottischer Bistro- und Wandmaler. Und Lucio Urtubia, Maurer, Baske und Anarchist, von Interpol gesuchter Scheckfälscher, der das Kulturzentrum Espace Louise Michel leitet.
Le Vieux Belleville ist ein lieu authentique, aus Mode und Zeit gefallen. Tief verwurzelt in der französischen Seele lockt diese Kultur Neugierige aus aller Welt, um Lieder von Fréhel, Piaf und Gainsbourg zu singen, zu tanzen und die ewig moderne Idee von Brüderlichkeit zu teilen. Diese Chansons repräsentieren den Sinkstoff des Lebens, eine Essenz, die von Revolution, Aufstand, Weltkriegen, dem Mai 1968, von Liebe und Leidenschaft erzählt. Der Film behandelt Themen wie Zivilcourage, Kultur und politische Einmischung – belle et rebelle.

## Festivals
Belleville, belle et rebelle feierte seine Weltpremiere am 4. Oktober 2021 auf dem Filmfest Hamburg. Am 7. August folgten Vorführungen bei den Französischen Filmtagen in Köln und Bonn. Außerdem wurde der Film beim 31. Filmkunstfest Mecklenburg-Vorpommern im Wettbewerb Dokumentarfilm gezeigt. Belleville, belle et rebelle lief im DOK-Preview-Germany-Programm des Internationalen Leipziger Festivals für Dokumentar- und Animationsfilme im Oktober 2021.